# Эрра-имитти
Эрра-имитти  — царь Исина, правил приблизительно в 1869 — 1861 годах до н. э.

## Царствование
В источниках не указано чьим сыном он был. Эрра-имитти был современником двух царей Ларсы Суму-Эля (1895—1866) и Нур-Адад (1866—1850), а в Вавилоне в то время правил Суму-ла-Эль (1881—1845). В самом начале своего правления Эрра-имитти потерял Ниппур, занятый войсками царя Ларсы Суму-Эля. Однако вскоре Эрра-имитти удалось вернуть Ниппур под свой контроль, так видно, надо понимать название его года: «Год, когда [Эрра-имитти] восстановил Ниппур на своём месте». После чего ему удалось захватить также город Кисурру, на что указывает табличка с датировочной формулой: «Год после года, когда Эрра-имитти захватил Кисурру». Цилиндрическая печать из гематита слуги и писца Эрра-имитти некого Илишки-утула (Iliška-uṭul), сына Син-эннама (Sîn-ennam), найденная в этом городе, говорит о довольно длительной оккупации Кисурры. Воевал Эрра-имитти также с царством Казаллу. Видимо, в своих войнах Эрра-имитти опирался на союз с вавилонским царём Суму-ла-Элем. 1862/1861 год до н. э. и в Исине и в Вавилоне носит название: «Год, когда городская стена Казаллу была разрушена, а его армия была поражена оружием». Название одного из годов его правления — «Год, когда [Эрра-имитти] построил городскую стену в Ган-х-Эрра-имитти», — возможно, говорит, что Эрра-имитти отстроил новый город, носящий его имя.
Со смертью этого царя, если верить поздней легенде, связано курьёзное событие. В области шумеро-аккадской культуры существовал обычай в весенний праздник Нового года подвергать царя неприятному и даже унизительному обряду — пережитку ритуального убиения состарившегося вождя первобытного племени. Также помимо этого иногда гадатели могли предсказать царю те или иные близко грядущие неприятности бытового характера. На такие случаи на место царя временно возводится «подменный царь» — бедняк, раб, помешанный — чтобы отвести беду от настоящего царя. И вот во время Эрра-имитти произошло событие, которое позднейшая хроника рассказывает так: 

«Эрра-имитти посадил на престол Энлиль-бани, садовника, в образе подмены и возложил на главу его тиару царственности. Эрра-имитти, заглотив во дворце своём горячей каши, умер, а Энлиль-бани не сошёл с престола и был поставлен на царство».
Согласно Царскому списку и Списку царей Ура и Исина Эрра-имитти правил 8 лет, правда, копии P5 и TL говорят о 7 годах. Большинство текстов называет его преемником Энлиль-бани, однако две копии шумерского Царского списка между Эрра-имитти и Энлиль-бани помещают некого Икун-пи-Иштара (Ikūn-pî-Ištar) и отводят ему год или полгода правления.

## Список датировочных формул Эрра-имитти
|                            | |
| 1 год 1869 / 1868 до н. э. | Год, когда Эрра-имитти [стал] царём mu dir3-ra-i-mi-ti lugal                                                                     |
| a                          | Год, когда [Эрра-имитти] создал правосудие [в стране] mu ni3-si-sa2 in-gar                                                       |
| b                          | Год, когда [Эрра-имитти] восстановил Ниппур на своём месте mu nibruki ki-be2 bi2-in-gi4-a                                        |
| c                          | Год после года, когда [Эрра-имитти] восстановил Ниппур на своём месте mu us2-sa nibruki ki-be2 bi2-in-gi4-a                      |
| d                          | a Год, когда [Эрра-имитти] захватил Кисурру mu ki-sur-raki in-dab5-ba b Год, когда Кисурра была разрушена mu ki-sur-raki ba-hul  |
| e*                         | Год после года, когда Эрра-имитти захватил Кисурру (месяц кин-dИнанна) BM 85348 mu us2-sa ki-sur-raki dir3-ra-i-mi-ti ba-an-dab5 |
| e                          | Год, когда городская стена Казаллу была разрушена mu bad3 ka-zal-luki ba-gul                                                     |
| f?                         | Год, когда [Эрра-имитти] построил городскую стену в «ган-х-Эрра-имитти» mu bad3 gan2-xki-ir3-ra-i-mi-ti mu-na-dim2               |

| I династия Исина             |                                                    |                       |
| Предшественник: Липит-Эллиль | царь Исина ок. 1869 — 1861 до н. э. (правил 8 лет) | Преемник: Энлиль-бани |